# Messier 85
Messier 85 (M85 o NGC 4382) és una galàxia lenticular, de tipus S0, situada a la constel·lació de la Cabellera de Berenice. Va ser descoberta per Pierre Méchain el 1781 i posteriorment afegida per Charles Messier al seu catàleg.
M85 es troba a l'extrem nord del cúmul de la Verge i sembla estar formada únicament per estrelles velles grogues. El 20 de desembre de 1960 es va poder observar una supernova de tipus I anomenada 1960R que va arribar a la magnitud d'11,7.